# Принцип Гюйгенса — Френеля

Заломлення світла згідно з принципом Гюйгенса

Дифракція на щілині згідно з принципом Гюйгенса

Принцип Гюйгенса — Френеля — фізичний принцип, згідно з яким будь-яка точка простору, якої досягла хвиля, є джерелом вторинних хвиль, що розповсюджуються у всіх напрямках.
Принцип Гюйгенса пояснює багато оптичних явищ, серед яких прямолінійне розповсюдження світла, заломлення, дифракція.
Випромінені кожною точкою простору хвилі додаються, підсилюючи одна одну в певних напрямках, взаємно гасячись у інших, у залежності від різниці фаз коливань.
Принцип Гюйгенса є наближенням, яке при певному вмінні можна використовувати для розгляду оптичних явищ замість розв'язування часткових диференціальних рівнянь.
За хвильовою теорією Гюйгенса світло — це хвилі, що поширюються у світовому ефірі — гіпотетичному пружному середовищі, який заповнює увесь простір і проникає всередину всіх тіл. Основний недолік теорії полягав у тому, що вона ґрунтувалась на уявленні про світло як про механічну поперечну хвилю, для поширення якого необхідна наявність певного середовища — ефіру. Френель в 1815 році доповнив принцип Гюйгенса, що дозволило розглядати дифракцію за допомогою принципу Гюйгенса — Френеля.